# 초산도비리국
초산도비리국(楚山塗卑離國)은 고대 한반도에 존재했던 국가로 마한 54소국 중 하나로, 위치는 전라북도 정읍시 또는 전라남도 진도군 군내면으로 추측되나 정확하지 않다.